# Орябок
Орябок лісовий, або орябок (Tetrastes bonasia) — вид невеликих птахів родини Фазанові (Phasianidae). Дуже широко поширений в північній половині Європи і по всій сибірській тайзі, один з найхарактерніших лісових птахів. Цей птах розмірами лише дещо більший від голуба. Вага коливається від 330 до 580 г. Довжина тіла 35–37 см. Це осілий вид, літає мало, воліючи бігати по землі. Злітає з шумом, переміщаючись на невеликі відстані. Тримається зазвичай парами або зграйками.

## Зовнішній вигляд
Оперення орябка рябе, — рудувато-сіре з плямами (звідси українська назва виду). Зовні схожий на інших тетерукових (Tetraonidae), але, плесно у нього оперене лише на три чверті довжини та вкрите внизу на передній стороні двома рядами щитків, а пальці голі. Крила короткі, тупі.
Забарвлення оперення у самця і самки дещо схоже, сіруватого і рудого кольорів з чорними та білими штрихами, плямами і крапками. Воно настільки підходить до сірого фону гілок і стовбурів багатьох дерев, особливо ялин, оброслих лишайниками, що обрябок, притиснувшись до стовбура або припавши до гілки, стає цілком непомітним. Цей прийом використовується для переховування від мисливців та хижаків. Молоді орябки подібні до самок, з бульш рудими тонами на спині.
Залежно від типу лісу, в якому тримаються орябки, і відповідного підвиду цих птахів, їхнє забарвлення має численні варіації відтінків сірого і рудого. Так, орябки північно-східної Європи відрізняються загальним сивуватим тоном верхньої сторони, в Прибалтиці і Польщі до цього тону домішується рудий колір, у птахів Центральної Європи загальний тон більше рудий, а в особин, які поширені в Сибіру, — більше сірого кольору. Для самців характерними є чорна пляма на підборідді й горлі, добре виражений чубчик і широке червоне кільце голої шкіри навколо очей.

## Поширення
Орябок поширений на більшій частині північної Євразії — від Скандинавського півострова і Піренеїв на заході до лісової зони Охотського узбережжя, Сахаліну, Маньчжурії, Кореї, Північної Японії, Північної Монголії і Алтаю на сході. Основні природні оселища на території колишнього СРСР — в лісовій зоні від Карпат до Сахаліну, включаючи ліси північного сходу Європейської частини Росії, Середнього і Північного Уралу, Зауралля, середньої смуги Сибіру і гірських хребтів по її південних межах до Бурятії включно. Відсутній в лісах Кавказу і Камчатки. На півночі воліє сирий і густий хвойний ліс, по південних околицях свого ареалу тримається в змішаному чорноліссі, особливо у березових, вільхових і осикових лісах.
В Україні осілий вид у Карпатах, на Поліссі та Розточчі, під повною охороною.

## Спосіб життя

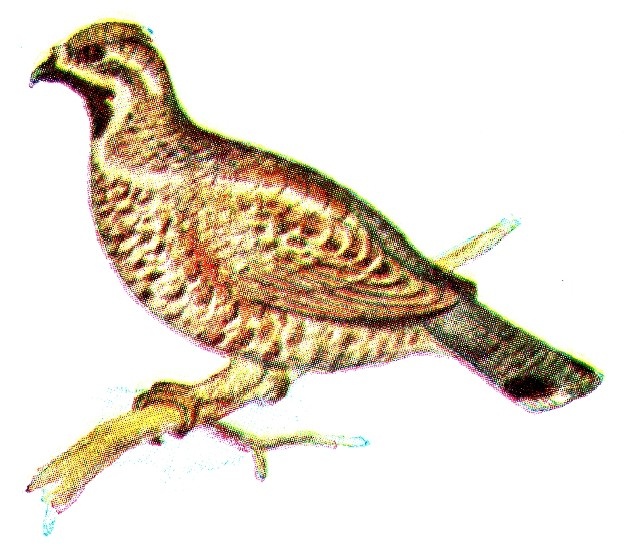
Взимку орябок харчується бруньками і сережками на гілках дерев

Орябки — мешканці лісів. Живуть осіло, здійснюючи лише коротку кормову кочівлю. Основні корми влітку і восени — зелені частини рослин, суниці, насіння і комахи. Люблять розгрібати мурашники, щоб дістати личинки мурах. Взимку і весною харчуються переважно бруньками дерев і лісовими ягодами, що залишились на гілках, особливо ягодами ялівцю. Взимку також годуються на деревах сережками берези, вільхи та інших видів. Ночують у снігу. Рятуючись від морозів, зариваються в сніг. Часом орябки гинуть під снігом через намерзання міцного насту. Замерзання часом спостерігається і в малосніжні зими. На орябків полюють хижаки — куниця, соболь і лисиця серед звірів та яструб великий серед птахів. Також становлять загрозу беркут, орлан-білохвіст і пугач. Хижаки особливо небезпечні для молодих птахів і пташенят.

## Розмноження

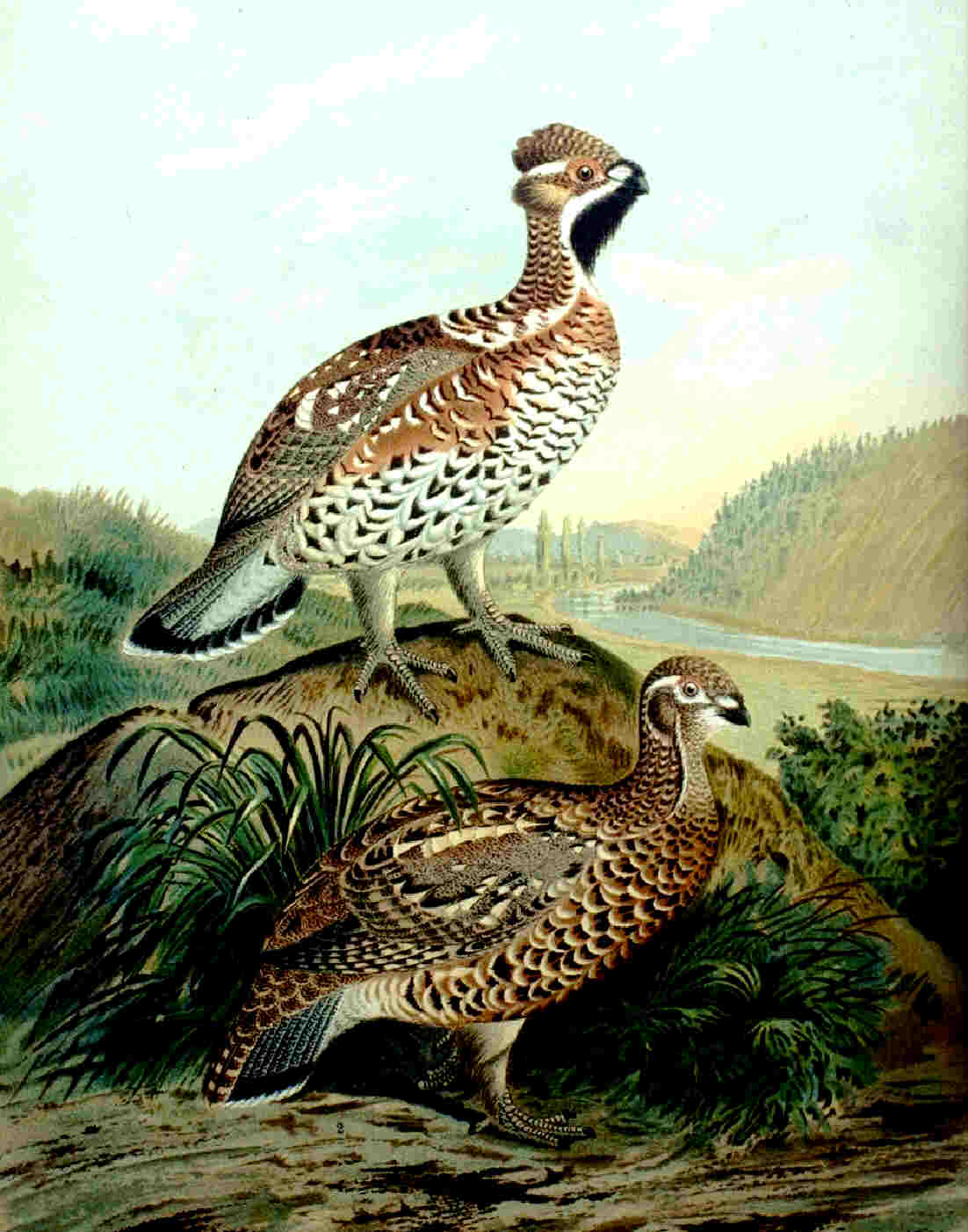
Орябки живуть парами і гніздяться на землі

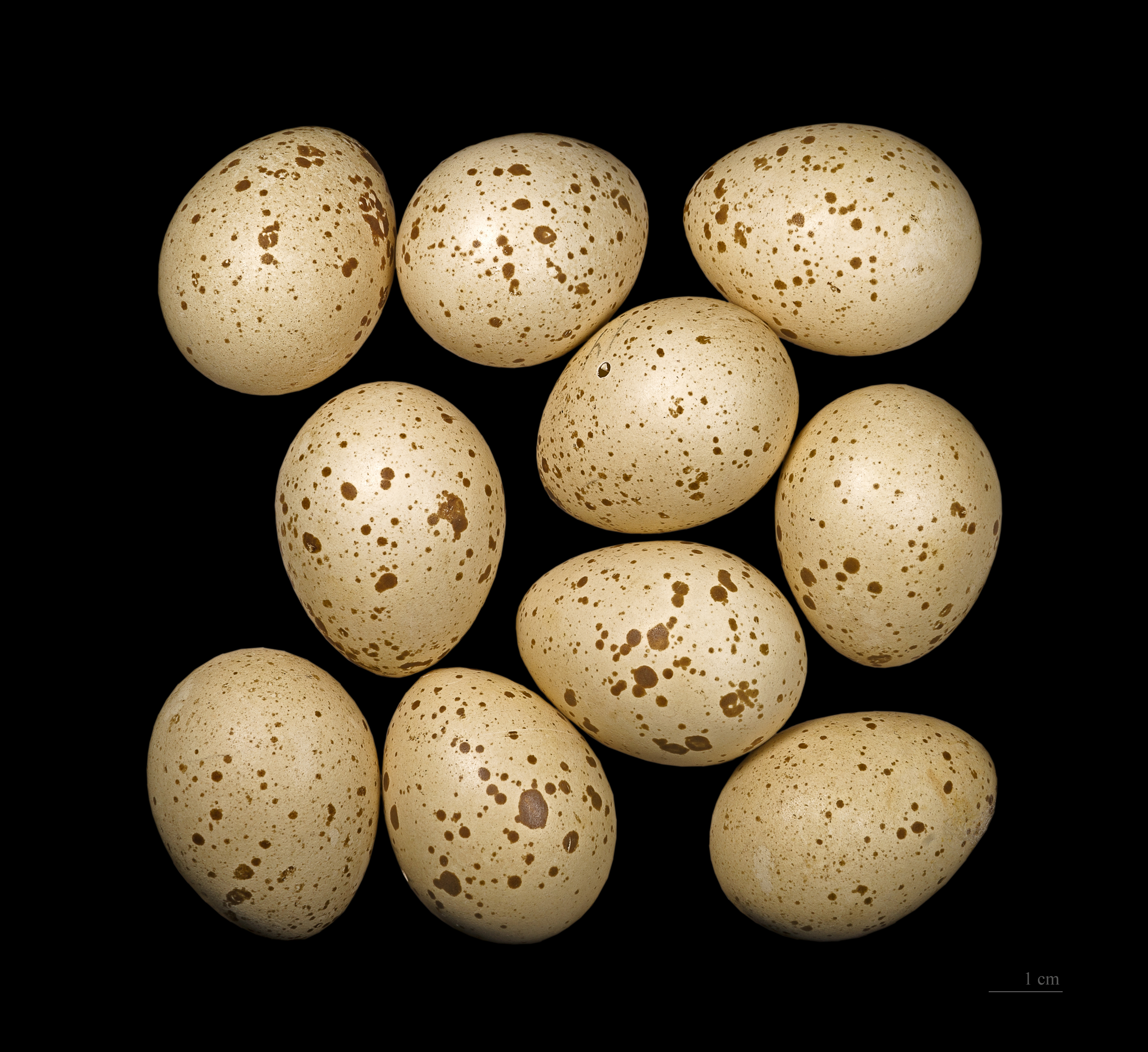
Tetrastes bonasia

На відміну від глушців і тетеруків, орябки є моногамними птахами та не збираються на групові токи. Орябки утворюють пари й селяться в сирих безлистих хвойних (ялиново-ялицевих) або змішаних лісах. Там, де орябків багато, в кінці літа вони нерідко утворюють невеликі зграйки, але вже з осені знову розбиваються на пари. Під час весняного токування самець видає характерний протяжний тонкий свист і переслідує самку, розпускаючи віялом хвіст, піднімаючи чубчик, надуваючись, волочачи по землі крила і роблячи різкі повороти. Самка, що зазвичай тримається поблизу самця, біжить на його посвист, видаючи час від часу грубіший і уривистий свист.
З потеплінням кількість токуючих птахів на окремих ділянках лісу збільшується, пари часто сходяться впритул, що приводить до гонитви один за одним і бійок між самцями. В період токування самці тримаються майже постійно на деревах, годуються мало і значно втрачають у вазі, разом з тим відбувається збільшення їх сім'яників. Самка, навпаки, багато годується на землі, додаючи у вазі до початку висиджування, після чого вага знижується.
Гнізда будують на землі. Гніздом служить ямка, викопана самкою в землі під кущем, лежачим стовбуром дерева або іншим подібним прикриттям і вистелена травою, листям і дрібними прутиками. У кладці буває від шести до восьми (рідше — 10 і навіть 14–15) яєць, розміром дещо більшим від голубиних, буро-жовтого кольору з червоно-бурими плямками. Самка насиджує яйця близько трьох тижнів. На яйцях самка сидить часто так міцно, що дозволяє взяти себе в руки. У висиджуванні самець не бере участі, але тримається поблизу від гнізда і допомагає самці в догляді за пташенятами. Пташенята, що вилупилися, покриті пухом і вже через кілька годин виходять з гнізда. Через чотири-п'ять днів вони можуть перепурхувати й до 10–11-го дня злітають на дерева. З тритижневого віку пташенята вже ночують на деревах; через шість тижнів досягають розмірів дорослих птахів. Перший час вони живляться комахами, пізніше — рослинним кормом.

## Люди та орябки
Орябок у деяких країнах — цінний промисловий птах і один з найчисленніших і широко розповсюджених представників пернатої дичини. У нього ніжне біле м'ясо. На початку 20 століття на ринки Російської імперії щорічно надходило близько 5 млн орябків, а в сприятливі роки — до 7–10 млн. цих птахів. До кінця 20 століття орябок залишався одним з популярних об'єктів здобичі мисливців лісової зони. Так, в Волго-В'ятському економічному районі в середньому за сезон один мисливець відстрілював від 3 до 9 орябків. В цілому орябок продовжує займати перше місце за питомою вагою в промислі борової дичини.
Навесні на орябка полюють з пищиком — дудочкою з гусячого пера або з пташиної ножної кістки, рідше з дерева і свинцю. На початку весни використовують приманки з голосом самця, а коли самки сядуть на яйця, підманюють самців голосом самки. Цей спосіб полювання дає дуже багато здобичі. Найкраще орябок йде рано вранці, з 9 години, і потім години за 2–3 до заходу. Підманутий рябчик підлітає до самого мисливця, який стріляє в нього, коли рябчик сидить.
Літнє полювання на рябчика проводиться або без собаки, або з собакою (лягавою і лайкою), роль якого, втім, кінчається, як тільки виводок знайдений. Орябки, сполохані з землі, звичайно не відлітають далеко, а поблизу ж розсаджуються на деревах і затаюються, підпускаючи на постріл мисливців, що видивляються їх. В кінці липня або в серпні молоді орябки також починають іти на пищик, причому, використовуються манки з голосом молодого орябка. Іноді пищиком користуються тільки для того, щоб за відгуком визначити місце, де причаївся рябчик на дереві.
Пізно восени, коли виводки вже розбиваються, молоді птахи добре летять на голос старого орябка. Найбільше здобувають орябків восени, всілякими пастками: петлями, сидіннями, пастушками, ковпаками, пружками, давушками й іншими самоловами.
Восени, а також ранньою зимою, на орябка полюють із загоничами, від легкого постукування яких по деревах орябки перелітають з дерева на дерево, поки не потраплять на стрілецьку лінію, де їхній шум у польоті видає їх мисливцеві. У Сибіру (на Алтаї) спостерігалося масове замерзання орябків наприкінці зими під снігом, куди вони зазвичай зариваються на ночівлю. Це трапляється, коли лютий мороз, що раптово схопив після відлиги, покриває сніг товстою крижаною кіркою, з-під якої орябки не можуть вибратися. Користуючись такими випадками, мисливці відшукують за деякими ознаками заморожені ночівлі й здобувають мерзлих орябків. Для полювання на орябків використовують шріт від № 7 (дрібний) до № 3 (середньо дрібний) залежно від обставин.

## Охорона
На території України полювання заборонене. Орябків включено до Червоної книги України (1994, 2009, 2021), до Бернської (Додаток III) конвенції. З метою охорони слід проводити біотехнічні заходи з поліпшення кормових та захисних властивостей угідь, обмежити антропогенний вплив на біотопи поширення виду, регулювати чисельність ворогів, налагодити штучне розведення з наступною інтродукцією у природне середовище.